# Agios Georgios Nileias
Agios Georgios Nileias (Grieks: Άγιος Γεώργιος Νηλείας) is een dorp  in de gemeentelijke eenheid Milies, in het departement Magnesia, Thessalië. Het is gelegen op de hellingen van de berg Pilion, op ongeveer 700 meter hoogte.
In 2001 woonden er 142 mensen in het dorp. Agios Georgios Nileias ligt 1,5 km ten oosten van Agios Vlasios, 3 km ten noordwesten van Pinakates, 6 km ten noordwesten van Milies en 13 km ten oosten van Volos. Agios Georgios Nileias heeft een gemeentelijk museum met werken van de beeldhouwer Nikolaos Pavlopoulos.

## Geschiedenis
De bewoners woonden oorspronkelijk in de zomer in het dorp en trokken in de winter naar lager gelegen dorpen, zoals Agia Triada, Ano Gatzea en Kato Gatzea.
Het dorp kwam in opstand tijdens de Griekse Onafhankelijkheidsoorlog van 1821, maar de opstand werd onderdrukt door de Ottomaanse Pasha Dramali. Agios Georgios voegde zich in 1881 bij de rest van Griekenland. Het dorp werd een deel van de gemeente Nileia (genoemd naar de oude stad Nelia, gelegen nabij het moderne Volos), die in 1914 werd opgeheven. 

## Inwoners
| Jaar | Inwoners |
| ---- | -------- |
| 1991 | 161      |
| 2001 | 179      |
| 2011 | 142      |